# Jasper Van Oudenhove
Jasper Van Oudenhove (3 november 1998) is een Belgisch voetballer die sinds 2019 uitkomt voor FCV Dender EH.

## Carrière
Van Oudenhove maakte bij de U15 de overstap van FCV Dender EH naar Club Brugge. In 2019 keerde hij terug naar Dender, waarmee hij in 2022 naar Eerste klasse B promoveerde.
3 Pupe ·
4 Goncalves ·
5 Fila ·
6 Masangu ·
7 M'Barki ·
8 Van Oudenhove ·
9 Lallemand ·
10 Hens ·
11 Scheidler ·
13 Devriendt ·
15 Fofana ·
16 Kvet ·
17 Yahaya ·
18 Rôdes ·
19 Akman ·
20 Hrncar ·
21 Cools ·
22 Ruyssen ·
23 Acquah ·
24 Viltard ·
26 Oratmangoen ·
30 Dietsch ·
34 Verrips ·
53 Sylla ·
77 Nsimba ·
88 Ferraro ·
90 Berte ·
98 Soladio ·
Coach: Euvrard